# Keatite
La keatite, ou kéatite, est un polymorphe tétragonal du dioxyde de silicium, de formule chimique SiO2. Il s'agit d'un minéral du groupe des silicates découvert dans le milieu naturel en 2013 mais connu auparavant comme matériau synthétique. Il a été observé sous la forme d'inclusions minérales dans les cristaux de diopside d'une pyroxénite à grenat provenant du massif de Kökşetaw, au Kazakhstan.
La keatite a été synthétisée en 1954 et nommée d'après Paul P. Keat, qui la découvrit en étudiant le rôle de l'oxyde de sodium Na2O dans la cristallisation de la silice amorphe. La connaissance de cette phase particulière de SiO2 s'est développée tout au long de la seconde moitié du XXe siècle, comme le montrent quelques études remontant à cette époque,.